# Verholî (Kovalivka), Poltava
Verholî (în ucraineană Верхоли) este un sat în comuna Kovalivka din raionul Poltava, regiunea Poltava, Ucraina.

## Demografie
Componența lingvistică a localității Verholî
     Ucraineană (92,44%)
     Rusă (5,11%)
     Alte limbi (0,22%)
Conform recensământului din 2001, majoritatea populației localității Verholî era vorbitoare de ucraineană (92,44%), existând în minoritate și vorbitori de rusă (5,11%) și armeană (2,22%).